# 海峡を渡るバイオリン
『海峡を渡るバイオリン』（かいきょうをわたるバイオリン）は、陳昌鉉の回顧による口述を鬼塚忠と岡山徹が形に起こした（口述筆記）小説。また、これを原作として製作されたテレビドラマ。

## 作品概要
ヴァイオリン製作の職人として、「東洋のストラディバリ」と呼ばれ、世界に5人だけの「無監査マスターメーカー」に認定されている在日韓国人・陳昌鉉の半生を描いた作品。
書籍は2002年9月に河出書房新社より単行本として発行された。2007年10月に同社の文庫レーベル「河出文庫」より文庫版が発売された。
テレビドラマは2004年11月27日にフジテレビ系にて放送され、後に2枚組DVDで発売されている。
なお、書籍版は口述筆記によるノンフィクションだが、テレビドラマ版は書籍版に取材したフィクションであり、ドラマとしてのストーリー性を向上させるために様々な虚構を加味させている。

## テレビドラマ
『海峡を渡るバイオリン』（かいきょうをわたるバイオリン）はフジテレビ系列で、2004年11月27日土曜20:00 - 22:54（JST）に放送されたテレビドラマであり、フジテレビ開局45周年記念ドラマ。
主演は草彅剛。

### あらすじ
日韓併合下の朝鮮半島に生まれた昌鉉は、幼い頃に流しの薬屋が奏でるバイオリンの音に心引かれた。
やがて太平洋戦争による日帝軍国主義が朝鮮を埋め尽くす中、昌鉉は日本からやってきた教師・相川と出会う。彼の荷物の中にバイオリンを見つけた昌鉉は、相川先生からバイオリンを通じて美しさの何たるかを学ぶようになる。それは昌鉉にとって、何よりも輝いた時間であった。
しかし戦争の惨禍はそんな2人の時を壊す。相川は赤紙を受けて戦地へと飛び立つ事に。同時期に昌鉉の父が死亡し、家が没落。昌鉉はかつて憧れた相川のような教師となるために日本へと旅立つ。
しかし日本で彼を待っていたのは日本の敗戦と朝鮮半島の独立のために日本と故郷との国交すら断絶してしまい、昌鉉は故郷へ帰る事すらも許されなくなってしまうという運命だった。
全てに絶望する中、昌鉉は学内のコンサートでバイオリンの調べと糸川英夫の公演を聴き、バイオリン職人となる事を志す。しかし、職人としてのノウハウを持たない昌鉉にとって、それはかつてない貧乏と差別の嵐の中における手探りの戦いの始まりを意味した。
その中で昌鉉は古道具屋の娘にして後の妻となる南伊子（なみこ）と出会い、彼女の紹介で音楽に造詣の深い医師・丸山の知遇を得る。彼のアドバイスで自らのバイオリンを仕上げた昌鉉は妻と共に楽器店を回り営業を行うが、どこの店も「素人の創ったバイオリンなど」と取り合ってはくれない。
しかし、やがて理解者が現れる。それは楽器店にてバイオリン製作の本を模写しようとする昌鉉に声をかけた一人の男性だった。彼は昌鉉が写し取ろうとしていた本の著者、篠崎弘嗣だった。篠崎は昌鉉のバイオリンを見ると、その価値を認め初等教育のバイオリン教材にと彼のバイオリンを求めた。
安定収入を得るようになった一家だったが、昌鉉は自らの理想を求め過ぎるようになる。やがて自らの製作するバイオリンをもっと上のレベルへのし上げようと、せっかく得た安定収入である篠崎からの受注を断るようになってしまう。そんな中で日本と韓国との国交が回復し、昌鉉の元に年老いた母からの手紙が届く。昌鉉は望郷の念にかられるも、母は手紙で昌鉉の志が半ばであり、それを達成するまで帰る事は許されないと、それを押し留めてしまう。
これを原因として昌鉉の理想を求めるが故の焦りはピークに達し、彼は家庭すらも顧みずに理想のバイオリン製作へと没頭する。そして、ある嵐の日に一家の生活は破綻をきたした。育児すらも放棄してしまった昌鉉の行動により、ついに子どもが熱を出し、命すら危ない状況に置かれてしまう。さらには貧困の生活のために南伊子の精神もボロボロになっていた。その現実を突きつけられて昌鉉は困惑と後悔の念に苛まれ、我に返る。
結局、南伊子の勧めにより一時帰国を行う昌鉉。母と出会い自らの原点を確認した彼は、かつて薬屋と出会った林の中で相川の教えの真の意味を悟り、自らの求めていた理想の美しさが自らの故郷、自らの思い出にこそ存在したことを知ることとなる。
そして昌鉉はその思いを胸に自らの楽器を仕上げ、アメリカで行われる弦楽器製作者のコンクールへと向かう。それは昌鉉のこれまでの人生の全てが報われる場となり、万感の拍手で人々は彼の功績を讃えるのだった。

### 出演
- 陳昌鉉：草彅剛
- 南伊子（昌鉉の妻）:菅野美穂
- 相川先生: オダギリジョー
- 丸山医師: 田中邦衛
- 看護婦:ふせえり
- 陳在基（昌鉉の父）: チョン・ドンファン（鄭東煥）
- 千大善（昌鉉の母）: 田中裕子
- 南伊子の父：笑福亭鶴瓶
- 篠崎弘嗣：石坂浩二
- 糸川英夫:寺田農
- 唐十郎
- バイオリンを作る農夫:杉浦直樹
- バイオリニスト:アナスタシア・チェボタリョーワ
- 奥村公延、大林隆介、谷津勲、星野美恵子、沼崎悠、浅沼晋平、中山克己、入山ひとみ ほか

### スタッフ
- 企画：山田良明
- 演出：杉田成道
- 脚本：池端俊策、神山由美子
- 主題歌：中島みゆき「二隻(にそう)の舟」 
アルバム『EAST ASIA』『10 WINGS』およびベストアルバム『大銀幕』所収。
- 挿入曲：洪蘭坡「鳳仙花」
- 音楽：岩代太郎
- バイオリン演奏指導：門脇大輔
- バイオリン製作指導：岩井孝夫（バイオリン工房クレモナ）
- 美術監督：西岡善信
- 映像アドバイザー：皆川慶助
- 撮影協力：下倉楽器・下倉バイオリン、クロサワ楽器店・クロサワバイオリン、京都大学・室町寮 ほか
- 映像提供：日本放送協会、加藤文明社、朝日新聞社、ViViA
- 編成：和田行
- アソシエイトプロデューサー：大多亮
- 文芸協力：アップルシードエージェンシー
- プロデューサー：高井一郎、牧野正、中島久美子、西岡善信、酒井実
- プロダクション協力：松竹京都映画
- 制作協力：映像京都
- 制作著作：フジテレビ

### 受賞
- 2004年 第59回文化庁芸術祭出品作 優秀賞受賞
- 2006年 第1回ソウルドラマアワード
短編ドラマ部門 「最優秀作品賞」[1]および「音楽監督賞」受賞